# Каменче
Каменче (словен. Kamenče) је насељено место у општини Брасловче, Савињска регија, Словенија.

## Историја
До територијалне реорганизације у Словенији биле су у саставу старе општине Жалец.

## Становништво
У попису становништва из 2011. године, Каменче је имало 161 становника.
| Број становника према пописима | Број становника према пописима | Број становника према пописима |
| ------------------------------ | ------------------------------ | ------------------------------ |
| 1991                           | 2002                           | 2011                           |
| 132                            | 140                            | 161                            |